# Albert Franks
Albert John Franks (* 13. April 1936 in The Boldons; † 18. Juni 2017) war ein englischer Fußballspieler.

## Sportlicher Werdegang
Franks wechselte 1953 zu Newcastle United. Als vorheriger Verein werden entweder die Sunderland Amateurs oder Boldon Colliery Welfare angegeben. Seine Karriere wurde vom zweijährigen Wehrdienst unterbrochen, den er bei der Royal Air Force absolvierte. Dabei führte er zeitweise als Mannschaftskapitän die RAF-Mannschaft an, die unter anderem in Berlin im Kriegsverbrechergefängnis Spandau auflief. Im März 1960 wechselte er nach Schottland zu den Glasgow Rangers, die 6.500 Britische Pfund für seine Dienste zahlten. Nach lediglich drei Saisoneinsätzen bis zum Saisonende im Sommer wechselte er zum schottischen Konkurrenten Greenock Morton. Der dortige Aufenthalt blieb mit 13 Spielen jedoch ähnlich erfolglos, so dass er im November 1961 nach England zurückkehrte und sich dem Lincoln City F.C. anschloss. Nach Stationen bei Queen of the South erneut in Schottland und beim FC Scarborough im Non-League Football beendete er im Alter von 29 Jahren seine aktive Laufbahn. 
Nachdem Franks 22 Jahre für die britische Polizei tätig gewesen war, wechselte er ins private Sicherheitsgeschäft. Später lebte er im kleinen Ort Vigo im Nordosten Englands. Er starb im Sommer 2017 im Alter von 81 Jahren.